# Marcha del Palio
La "Marcia del Palio" (en español: "Marcha del Palio"), generalmente llamada también Squilli la fe' (en español: "Que suene la fe"), es un antiguo himno que acompaña el desfile del cortejo histórico llamado Corteo Storico que precede el Palio de Siena.
Entre una parada y la otra, de hecho, mientras los representantes del cortejo de contradas desfilen al ritmo del "paso de la Diana"; los músicos del Palazzo Pubblico suenan la marcha del Palio mientras las trompetas del Municipio suenan los toques de la fiesta ciudadana con el clarín.

## Historia
La Marcha del Palio fue compuesto por Pietro Formichi en 1880 para la banda municipal de la ciudad de Siena, que conducía conjuntamente con la escuela de música anexionada. De un punto de vista musical es una composición en 2/4 para charanga, o para formaciones de banda con exclusivamente instrumentos de viento metal y originalmente fue creada sin un acompañamiento cantado. Las letras, escritas por el poeta Idilio dell'Era y modificado por Bruno Ancilli, fue añadido solo más tarde.
La Marcha fue suenada por la primera vez durante el  de 2 de julio de 1885 y es todavía suenada hoy en Piazza del Campo y en las calles de ciudad, durante el paso de la procesión desde la Prefectura a la calle del Casato, de la charanga del Palazzo Pubblico, el cual desfila al principio del cortejo histórico del Palio, detrás de los soldados con mazas y el porta-estandartes del confalón de Siena, y está compuesto de 12 tamborileros, 18 trompetistas y 30 músicos con varios instrumentos de viento metal.
Los toques de las trompetas para el Carroccio, por otro lado, se remontan al 1904 y fueron concebidos por Salvatore Giaretta.
A lo largo de los años la Marcia del Palio ha alcanzado tal nivel de apreciación por parte de los ciudadanos sieneses que ahora se ha convertido en un himno de la ciudad, generalmente cantado incluso fuera del Palio de Siena, con motivo de competiciones deportivas de los equipos local de fútbol y baloncesto, junto con el Canto della Verbena.

## Letras
Los versos de la Marcha del Palio escrito por Idilio dell'Era y revisado por Bruno Ancilli.
| Marcia del Palio (italiano) Squilli la fe'! S'armi e vinca l'onore di te, dolce fiore, Siena gentil! Mille vessilli scintillano al sol, sventola il bianco col nero color, passano i duci dagli alti cimier! Ecco di Siena si desta il valor. Ridono le bianche trifore del maggior palazzo antico. Fremono, snelli, i barberi nell'entrone senese avito. Ecco il segnal! Già la gran pista è aperta: i barberi in gruppo, al canape van. Fuggono veloci nella polvere, arde in ognun la gloria! Freme e grida il popolo agitandosi! Ecco il segnal: vittoria! Siena dal dolce idioma e dall'amato ostello: Siena, tu sei di Roma specchio gentil e bello | Marcha del Palio (traducción española) Que suene la fe! Que se arme y que gane el honor de ti, dulce flor, suave Siena! Mil estandartes brillan bajo el sol, ondea el blanco con el negro color, pasan los comandantes de alta cimera! Aquí se despierta el valor de Siena. Se ríen las tríforas del mayor palacio antiguo. Estremecen, esbeltos los caballos dentro del portal sienés ancestral. Esa es la señal! Ya la gran pista está abierta: en grupo, los caballos van a la línea de salida. Huyen rápidamente en una nube de polvo, arde en todos la gloria! Se estremece y grita el pueblo de agitación! Esa es la señal: victoria! Siena de dulce idioma y de la amada hospitalidad: Siena, tu eres de Roma el espejo dulce y hermoso. |